# Mexiceuma maculatum
Mexiceuma maculatum är en mångfotingart som beskrevs av Karl Wilhelm Verhoeff 1926. Mexiceuma maculatum ingår i släktet Mexiceuma och familjen Cleidogonidae. Inga underarter finns listade i Catalogue of Life.